# Calvert (Alabama)
Calvert – jednostka osadnicza w Stanach Zjednoczonych, w stanie Alabama, w hrabstwie Washington.